# Thais orbita
Thais orbita es una especie de molusco gasterópodo de la familia Muricidae.

## Hábitat
Este caracol se encuentra en la zona intermareal en las rocas.

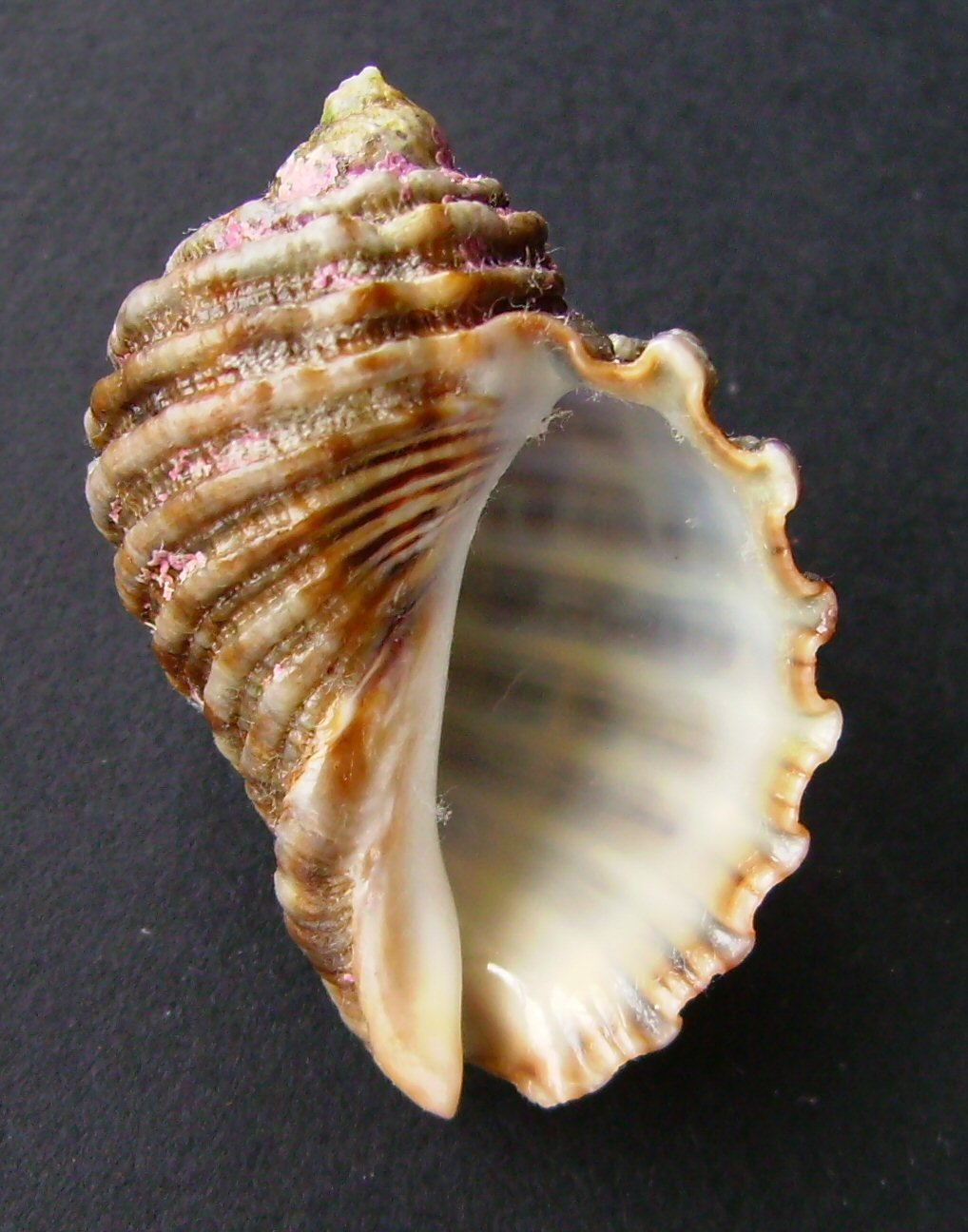
Dicathais orbita underside view of the shell, showing the deep crenulations